# Marco Trungelliti
Marco Trungelliti (Santiago Del Estero, 30 januari 1990) is een Argentijnse tennisspeler. In zijn carrière won hij nog geen ATP-toernooien wel al één challenger in het enkelspel en vier challengers in het dubbelspel.

## Palmares
| Legenda                       | Legenda               |
| ----------------------------- | --------------------- |
| Grand Slam                    |                       |
| Olympische Spelen             |                       |
| tot 2009                      | vanaf 2009            |
| Tennis Masters Cup            | ATP Finals            |
| ATP Masters Series            | ATP Tour Masters 1000 |
| ATP International Series Gold | ATP Tour 500          |
| ATP International Series      | ATP Tour 250          |

### Enkelspel
| Nr.                  | Jaar              | Toernooi | Ondergrond | Tegenstander in finale | Score            | Details |
| -------------------- | ----------------- | -------- | ---------- | ---------------------- | ---------------- | ------- |
| Gewonnen challengers |                   |          |            |                        |                  |         |
| 1.                   | 15 april 2018     | Barletta | Gravel     | Simone Bolelli         | 2-6, 7-6(4), 6-4 |         |
| 2.                   | 29 september 2019 | Florence | Gravel     | Pedro Sousa            | 6-2, 6-3         |         |

### Dubbelspel
| Nr.                                  | Jaar          | Toernooi | Ondergrond | Partner        | Tegenstanders in finale          | Score    | Details |
| ------------------------------------ | ------------- | -------- | ---------- | -------------- | -------------------------------- | -------- | ------- |
| Gewonnen challengers herendubbelspel |               |          |            |                |                                  |          |         |
| 1.                                   | 22 april 2012 | Santos   | Gravel     | Andrés Molteni | Julio Silva Rogerio Dutra Silva  | 6-4, 6-3 |         |
| 2.                                   | 22 juli 2012  | Graven   | Gravel     | André Ghem     | Facundo Bagnis Pablo Galdon      | 6-1, 6-2 |         |
| 3.                                   | 3 maart 2013  | Salinas  | Gravel     | Sergio Galdos  | Jean Andersen Izak van der Merwe | 6-4, 6-4 |         |

## Resultaten grote toernooien
| Legenda | Legenda                          |
| ------- | -------------------------------- |
| g.t.    | geen toernooi gehouden           |
| l.c.    | lagere categorie                 |
| –       | niet deelgenomen                 |
| G       | uitgeschakeld in de groepsfase   |
| 1R      | uitgeschakeld in de eerste ronde |
| 2R      | uitgeschakeld in de tweede ronde |
| 3R      | uitgeschakeld in de derde ronde  |
| 4R      | uitgeschakeld in de vierde ronde |
| KF      | uitgeschakeld in de kwartfinale  |
| HF      | uitgeschakeld in de halve finale |
| F       | de finale verloren               |
| W       | het toernooi gewonnen            |
| w-v     | winst/verlies-balans             |

### Enkelspel
| grandslamtoernooien  |     |      |      |      |      |    |
| Australian Open      | 2R  | –    | –    | –    | 1R   | –  |
| Roland Garros        | 2R  | 2R   | 2R   | –    | –    | –  |
| Wimbledon            | –   | –    | –    | –    | g.t. | 1R |
| US Open              | –   | –    | –    | 1R   | –    |    |
| ATP Masters 1000     |     |      |      |      |      |    |
| Indian Wells         | 1R  | –    | –    | –    | g.t. |    |
| Miami                | –   | –    | –    | –    | g.t. | –  |
| Monte Carlo          | –   | –    | –    | –    | g.t. | –  |
| Madrid               | –   | –    | –    | –    | g.t. | –  |
| Rome                 | –   | –    | –    | –    | –    | –  |
| Montreal/Toronto     | –   | –    | –    | –    | g.t. |    |
| Cincinnati           | –   | –    | –    | –    | –    |    |
| Shanghai             | –   | –    | –    | –    | g.t. |    |
| Parijs               | –   | –    | –    | –    | –    |    |
| olympisch            |     |      |      |      |      |    |
| Olympische Spelen    | –   | g.t. | g.t. | g.t. | g.t. |    |
| statistieken         |     |      |      |      |      |    |
| totaal aantal titels | 0   | 0    | 0    | 0    | 0    | 0  |
| eindejaarsranking    | 146 | 220  | 123  | 209  | 241  |    |